# Le Bal (film, 1983)
Pour les articles homonymes, voir Le Bal.
Pour plus de détails, voir Fiche technique et Distribution.
Le Bal (en italien : Ballando, ballando) est un film franco-algéro-italien réalisé par Ettore Scola et sorti en 1983.

## Synopsis
Cinquante ans de danse de salon en France, depuis les années 1930 : le Front populaire, la Guerre, l'arrivée du jazz et du rock, Mai 68, le disco… Les couples silencieux se font et se défont au gré de l'histoire et de la musique. Toute l'action se déroule à l'intérieur d'un dancing semi-souterrain à Paris. Elle se compose d'un récit-cadre qui se déroule au présent et de sept rétrospectives qui décrivent chacune une période du 20e siècle. Chaque rétrospective se termine par un instantané qui fait la transition (sous forme de photographie au-dessus du bar) avec la rétrospective suivante. Ce sont toujours les mêmes acteurs/danseurs qui interviennent et qui représentent différents personnages.

## Scénario

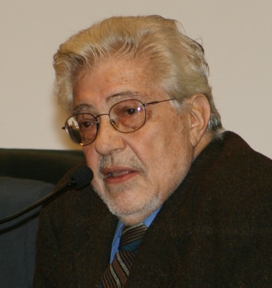
Le réalisateur du film : Ettore Scola

### 1983
Un vieux serveur entre dans le bar encore fermé et fait les préparatifs nécessaires. Neuf femmes, accompagnées par la musique J'attendrai (enregistrée), entrent peu à peu sur le parquet, puis onze hommes ensemble pendant la chanson What Now My Love. L'orchestre commence à jouer et la société danse. Pendant que le serveur prépare un café, le premier flash-back commence :

### 1936
Le Front populaire a gagné les élections et ses partisans font la fête. Alors que la société danse une valse musette, un bourgeois prétentieux entre dans le restaurant avec sa femme vêtue de manière festive. La femme se laisse embrasser par un danseur (habillé comme Jean Gabin dans Pépé le Moko) ; son mari tente d'abord de prendre de la cocaïne, puis de se suicider. Le danseur l'en empêche et le couple quitte le restaurant. Ensuite, un représentant de la droite politique entre dans le local, ce qui provoque les protestations des danseurs.

### 1940
Bataile de France: pendant une alerte aérienne, plusieurs personnes se réfugient dans le local. Lorsque le signal de fin d'alerte retentit, la plupart d'entre eux retournent à l'extérieur ; seul un jeune couple mange encore une assiette de spaghettis.

### 1944
La société dansante est presque exclusivement composée de femmes qui se souviennent de leurs maris partis au front. L'une d'elles noie ses soucis dans l'alcool. Alors que la radio joue On ira pendre notre linge sur la ligne Siegfried, un collaborateur français et un officier de la Wehrmacht entrent dans le local. Ils passent précipitamment à la radio allemande avec la chanson Lili Marleen. Comme le collaborateur ne peut pas trouver de partenaire pour l'officier, il finit par danser lui-même avec lui. Soudain, les cloches de la paix retentissent et l'officier prend la fuite. La Seconde Guerre mondiale est terminée en France.

### 1945
Avec les hommes rentrés au pays, la société célèbre la fin de la guerre. L'ancien collaborateur est bousculé dans le cercle jusqu'à ce qu'il puisse s'échapper. La scène redevient soudainement sérieuse, comme le montre l'apparition d'un invalide n'ayant qu'une seule jambe, mais il rejoint lui aussi les danseurs.

### 1946
La culture américaine fait son entrée : Pendant que le grand succès de Glenn Miller In the Mood est joué, le serveur goûte le nouveau Coca-Cola et la société le nouveau swing - ils ont encore du mal avec les deux. L'ancien collaborateur fait entrer deux GI dans le restaurant ; l'un d'eux a une trompette et joue La vie en rose. Le collaborateur vend en sous-main aux danseuses des produits du marché noir.

### 1956
Pendant qu'un combo mexicain joue, la société danse d'abord la samba, puis le tango. Un groupe de jeunes entre dans le restaurant ; ils dansent le rock'n'roll. En Afrique, la guerre d'Algérie fait rage ; un Français costaud emmène un danseur algérien aux toilettes où il le bat. Le commissaire qui intervient alors (rappelant Jean Gabin dans le rôle du commissaire Maigret) arrête à tort le Nord-Africain qui saigne.

### 1968
Pendant le mouvement de 68, des manifestants se réfugient dans la salle de danse non éclairée après une bagarre de rue, où ils dansent sur Michelle des Beatles.

### 1983
De retour dans le présent, la société cesse de danser ; tous quittent peu à peu le local. Le serveur réveille une dame myope qui croit être enfin invitée à danser. Elle s'aperçoit de son erreur et rentre elle aussi chez elle. Le film se termine par l'extinction des lumières.

## Musique
- J'Attendrai - Musique de Dino Olivieri - Chanteur : Raymond Lefebvre
- Et Maintenant - Musique de Gilbert Bécaud - Arrangeur: Caravelli
- Les Plaisirs Démodés - Musique de Georges Garvarentz - Chanteur : Charles Aznavour - Paroles : Charles Aznavour
- Mujer de Sevilla - Musique de Jacques Chanzol - Chanteur : Pepe Núñez
- Jalousie - Musique de Jacob Gade - Chanteur : Llanos Molendo
- La Paloma - Musique de Sebastián Iradier - Chanteur : Primo Corchia
- Le Dénicheur - Musique de Léo Daniderff
- La plus Bath des Javas - Musique de Trémolo
- La Belote - Musique de Maurice Yvain
- La Mazurka - Musique de Frédéric Chopin
- Y a d'la Joie ! - Musique de Charles Trenet et Michel Emer
- Tout va très bien Madame la Marquise - Musique de Paul Misraki
- Valse Brune - Musique de Georges Krier
- Les Triolets - Musique de Charles Péguri
- Parlami d'Amore Mariù - Musique de Cesare Andrea Bixio - Paroles : Ennio Neri
- Tchi-Tchi - Musique de Vincent Scotto - Paroles: René Pujol, Émile Audiffred et Georges Koger
- On Ira Pendre notre Linge sur la Ligne Siegfried (We Gonna Hang Out the Washing on the Siegfried Line) - Musique de Michael Carr - Paroles : anglais (Jimmy Kennedy) ; français (Paul Misraki)
- Lili Marleen - Musique de Norbert Schultze - Paroles : Hans Leip - Chanteuse : Lale Andersen
- Pilotes - Musique de Martin Ramming - Paroles : Hans Wilke - Chanteuse : Lale Andersen
- T'es OK - Interprété par Ottawan
- Michelle - Paroles et musique : Paul McCartney - Chanteur :  Paul McCartney

## Fiche technique
- Titre original français : Le Bal
- Titre original italien : Ballando, ballando
- Réalisation : Ettore Scola
- Scénario : adaptation et captation de la pièce collective du Théâtre du Campagnol dirigée par Jean-Claude Penchenat, Ruggero Maccari, Furio Scarpelli et Ettore Scola
- Production : Mohammed Lakhdar-Hamina et Giorgio Silvagni
  - Producteur délégué : Franco Committeri
- Société de production : Cinéproduction, Films A2, Massfilm et Ministère de la Culture de la République française
- Musique : Vladimir Cosma
- Photographie : Ricardo Aronovitch
- Montage : Raimondo Crociani
- Décors : Luciano Ricceri
- Costumes : Ezio Altieri et Françoise Tournafond
- Pays de production :  France,  Italie,  Algérie
- Genre : historique, musical
- Durée : de 109 minutes  États-Unis à 112 minutes  France
- Format :  1 x 1.66 Couleurs (Fujicolor) - Son: mono
- Langue : chansons françaises mais pas de dialogues
- Budget :
- Dates de sortie : 1983
  - France : 21 décembre 1983
  - États-Unis : 23 mars 1984 (à New York)
- Box-office :
  - France : 834 962 entrées

## Distribution
- Étienne Guichard : Le jeune professeur
- Régis Bouquet : Le patron de la salle
- Francesco De Rosa : Toni, le jeune serveur
- Arnault LeCarpentier : Le jeune typographe
- Liliane Delval : L'alcoolique
- Martine Chauvin : La jeune fleuriste
- Marc Berman : Le collabo
- Danielle Rochard : La livreuse d'une modiste
- Nani Noël : La fille de joie / La jeune juive / La réfugiée / La jeune qui peint ses bas
- Aziz Arbia : Le jeune ouvrier
- Geneviève Rey-Penchenat : L'aristo
- Michel van Speybroeck : L'homme qui vient de loin / Jean Gabin
- Rossana Di Lorenzo : La dame-pipi
- Michel Toty : L'ouvrier spécialisé
- Raymonde Heudeline : L'ouvrière
- Anita Picchiarini : L'amie de l'ouvrière
- Olivie Loiseau : Le jeune frère de l'ouvrière
- Monica Scattini : La jeune fille myope
- Christophe Allwright : Le beau jeune homme de banlieue
- François Pick : Le jeune étudiant
- Chantal Capron: Le mannequin
- Jean-François Perrier : Le sacristain amoureux / L'officier allemand
- Jean-Claude Penchenat : Le 'croix de feu'

## Distinctions
- Ours d'argent du meilleur réalisateur pour Ettore Scola à la Berlinale 1984
- 9e cérémonie des César :
  - Meilleur film (victoire ex æquo avec À nos amours)
  - Meilleur réalisateur pour Ettore Scola
  - Meilleure musique pour Vladimir Cosma
  - Nomination au César de la meilleure photographie pour Ricardo Aronovich
- Nommé à l'Oscar du meilleur film étranger à la 56e cérémonie des Oscars[1]